# Piotr Garbaczewski
Piotr Garbaczewski (ur. 1948 r. w Opolu) – polski fizyk, specjalizujący się w fizyce teoretycznej; nauczyciel akademicki, związany z uczelniami we Wrocławiu, Zielonej Górze i Opolu.

## Życiorys
Urodził się w 1948 roku w Opolu, gdzie przeprowadzili się jego rodzice po zakończeniu II wojny światowej. Ukończył tam kolejno w 1962 roku Szkołę Podstawową nr 6 im. Powstańców Śląskich, a w 1966 roku I Publiczne Liceum Ogólnokształcące im. Mikołaja Kopernika, gdzie pomyślnie zdał egzamin maturalny. Następnie podjął studia dzienne na kierunku fizyka na Uniwersytecie Wrocławskim, które ukończył w roku 1971 magisterium z fizyki teoretycznej.
Bezpośrednio po ukończeniu studiów podjął pracę na macierzystej uczelni, przechodząc na niej wszystkie stopnie awansu zawodowego od doktoranta przez adiunkta po profesora nadzwyczajnego. W 1974 roku uzyskał stopień naukowy doktora nauk fizycznych w zakresie fizyki. W 1982 roku Rada Wydziału Matematyki, Fizyki i Chemii Uniwersytetu Wrocławskiego nadała mu stopień naukowy doktora habilitowanego nauk fizycznych w zakresie fizyki. W 1998 roku prezydent Polski Aleksander Kwaśniewski nadał mu tytuł profesora nauk fizycznych. 
Poza wykładaniem na Uniwersytecie Wrocławskim pracował przez pewien czas także w Instytucie Fizyki na Wydziale Fizyki i Astronomii Uniwersytetu Zielonogórskiego, gdzie kierował Zakładem Dynamiki Nieliniowej i Układów Złożonych (2000-2006) oraz pełnił funkcję dyrektora Instytutu Fizyki (2002-2005). 
Od 2006 roku jest profesorem zwyczajnym w Uniwersytecie Opolskim. W 2008 roku objął tam kierownictwo Katedry Astrofizyki i Fizyki Teoretycznej po prof. dr hab. Bolesławie Grabowskim. W tym samym roku objął funkcję dyrektora Instytutu Fizyki UO, którą pełnił   do  2020 roku. 

## Wybrane publikacje
Zainteresowania naukowe Piotra Garbaczewskiego koncentrują się wokół zagadnień z zakresu fizyki teoretycznej związanych z podstawami fizyki kwantowej, nierównowagową fizyką statystyczną, metodami stochastycznymi w fizyce, dynamiką nieliniową, chaosem klasycznym i kwantowym, układami złożonymi. Do jego najważniejszych publikacji należą:
- Classical and Quantum Field Theory of Exactly Soluble Nonlinear Systems, monografia, World Scientific, 1985.
- Chaos - The Interplay Between Stochastic and Deterministic Behaviour, (red. wraz z M. Wolfem i A. Weronem), Springer-Verlag, Berlin, 1995 (paperback reprint 2013)
- Dynamics of Dissipation, (red. wraz z R. Olkiewiczem), Springer-Verlag, Berlin, 2002 (paperback reprint, 2010).

## Pasje górskie
W latach 1971–74 z różnymi partnerami (A. Lwow, Cz. Bajsarowicz, B. Nowaczyk, W. Myszkowski, W. Jarociński) prowadził aktywną działalność wspinaczkową w Tatrach i Kaukazie. 
- Tatry[7]: (i) na Kazalnicy Mieguszowieckiej drogi Drosta, Długosza, Momatiuka, direttissima, superdirettissima (III przejście), (ii) na Małym Młynarzu "Sprężyna" oraz Wielki Komin (II przejście), (iii) na Młynarczyku droga Biedermana oraz "Przez Badyl" (II przejście), (iv) na zachodniej ścianie Łomnicy Czarny Filar (III przejście), tzw. "Hokejka" (I polskie przejście zimowe).
- Kaukaz: Czatyn-tau drogą Sniesariewa przez "Romb" (z Cz. Bajsarowiczem i B. Nowaczykiem), wejście na Elbrus.